# Angeldon

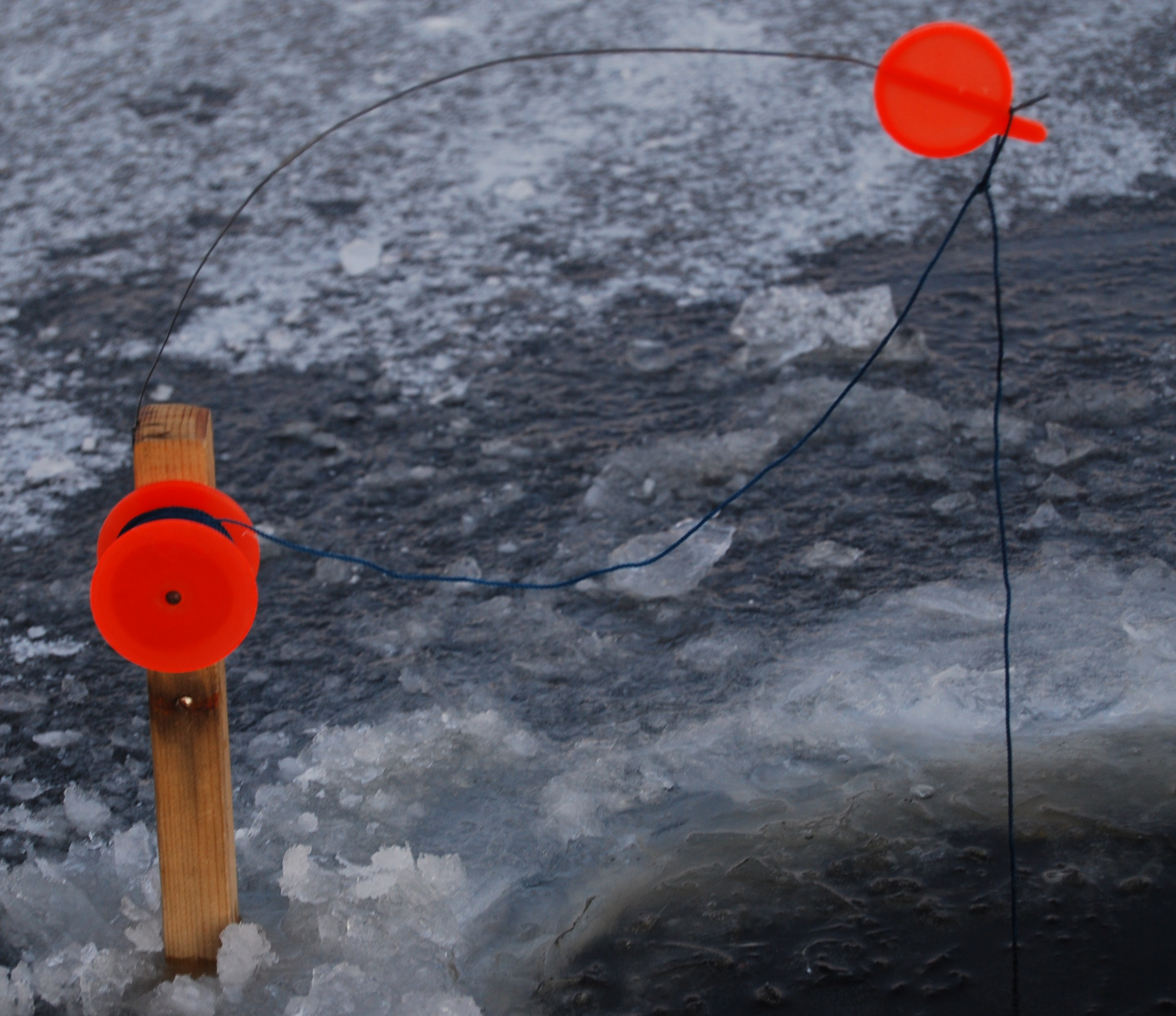
Ett agnat angeldon

Angeldon är ett fiskeredskap som används vid isfiske. Redskapet består av ett fäste med en fiskerulle som sätts i isen, linan dras ut via en upphöjd vippa varifrån den hänger ner i vattnet.
Ofta är donen försedda med någon form av indikering, till exempel knallkork eller ollonskott för att se om det nappar. Donen är dessutom utrustade med vippor för att hålla agnet på avsett djup och för att man skall kunna se vilket don som fått napp.
Det är idag olagligt att i Sverige använda levande fisk som agn. Men trots detta använder många fiskare ändå levande agn då det anses ge bäst resultat eftersom många anser att gädda föredrar levande bete. Agn som man använder är i huvudsak mört och även sarv, mindre brax o andra "mört" liknande fiskar, men det händer även att man använder små abborrar. En del fiskare, speciellt vid kusten, använder strömming som bete.